# Francis Clarke
Frank "Francis" H. Clarke (Montreal, 30 de julho de 1948) é um matemático canadense e francês.

## Biografia
Francis Clarke graduou-se em 1969 na Universidade McGill com um grau de bacharel em 1969, com um Ph.D. em 1973 pela Universidade de Washington, orientado por Ralph Tyrrell Rockafellar. Em 1978 foi full professor na Universidade da Colúmbia Britânica. Foi Lista de palestrantes do Congresso Internacional de Matemáticos (ICM) em Helsinque. Em 1984 foi apontado diretor do Centre de Recherches Mathématiques (CRM) da Universidade de Montreal.
Em 1995 foi apontado professor da Universidade Claude Bernard Lyon 1. Em 2000 foi apontado para uma cátedra no Institut Universitaire de France.
Recebeu o Prêmio Coxeter–James de 1980.

## Livros
- Optimization and Nonsmooth Analysis , Wiley, 1983 (tradução para o russo 1984).[5] Reissue: SIAM Classics in Applied Mathematics, Vol. 5 (1990).
- Methods of Dynamic and Nonsmooth Optimization, SIAM, 1989.
- Nonsmooth Analysis and Control Theory (with Yu. Ledyaev, R. J. Stern and P. R. Wolenski), Graduate Texts in Mathematics 178, Springer-Verlag, 1998;[6] 2008 pbk edition
- Functional Analysis, Calculus of Variations and Optimal Control, Graduate Texts in Mathematics 264, Springer, 2013.[7]